# Кабель

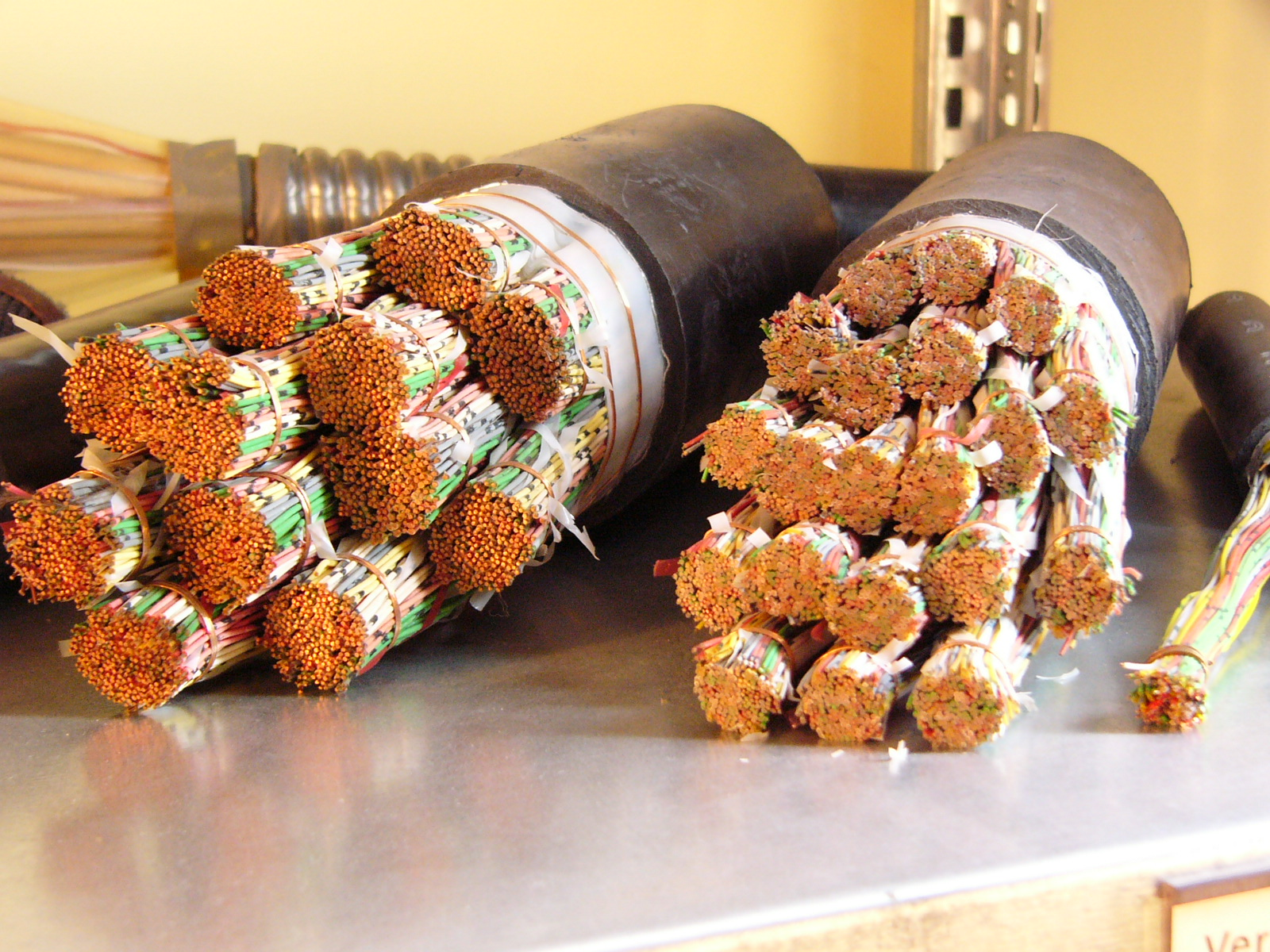
Кабель

Будова електричного кабелю: 1 — струмовідна жила; 2 — ізоляція струмовідної жили; 3 — поясна ізоляція; 4 — оболонка; 5 — екран; 6 — захисна броня; 7 — зовнішня непроникна оболонка

Ка́бель, заст. жи́льник — поєднання одного та більше ізольованих дротів (провідників) та оболонки, навколо якої залежно від умов середовища експлуатації, можуть нашаровуватися різновиди захисного покриття, у вигляді обмотки з двох сталевих оцинкованих стрічок або плетиво з тонких дротів. Кабелі застосовуються для передавання на віддаль та розподілу електричної енергії (силовий кабель) або електричних сигналів (кабель зв'язку).

## Властивості ізоляції кабелів
| Матеріал             | Густина, г/см3 | Межа міцности при розтягу | Межа міцности при розтягу | Відносне видовження при розриві, % | Морозостійкість, ºС | Теплостійкість, ºС | Діелектрична проникність | tgδ×10-4 при частоті 1 кГц |
| -------------------- | -------------- | ------------------------- | ------------------------- | ---------------------------------- | ------------------- | ------------------ | ------------------------ | -------------------------- |
| Матеріал             | Густина, г/см3 | МПа                       | кгс/мм2                   | Відносне видовження при розриві, % | Морозостійкість, ºС | Теплостійкість, ºС | Діелектрична проникність | tgδ×10-4 при частоті 1 кГц |
| Кабельний папір      | 0,7            | 800                       | 80                        | 2                                  | −3                  | —                  | 2… 2,5                   | 80                         |
| Полістирол           | 1,05           | 300 … 500                 | 30 … 50                   | 1,5 … 3,5                          | −70                 | 70                 | 2,5… 2,7                 | 2                          |
| Суцільний поліетилен | 0,92           | 120 … 180                 | 12 … 18                   | 150 … 600                          | —                   | 110                | 2,28 … 2,30              | 3                          |
| Пористий поліетилен  | 0,47           | 25 … 80                   | 2,5 … 8                   | 300                                | —                   | 110                | 1,45 … 1,50              | 4                          |
| Полівінілхлорид      | 1,26 … 1       | 100 … 220                 | 10 … 22                   | 150 … 400                          | −20 до 60           | —                  | 3 … 6                    | 300 … 1000                 |

## Характеристики провідникових матеріалів
| Назва матеріалу | Густина, г/см3 | Питомий опір при 20ºС Омм×м2/м 10-6 | Межа міцности при розтягу | Межа міцности при розтягу | Відносне видовження, % | Температурний коефіцієнт опору (ТКО) на 1ºС |
| Назва матеріалу | Густина, г/см3 | Питомий опір при 20ºС Омм×м2/м 10-6 | МПа                       | кгс/мм                    | Відносне видовження, % | Температурний коефіцієнт опору (ТКО) на 1ºС |
| Мідь ММ         | 8,9            | 0.01754                             | 270                       | 27                        | 25                     | 0,00393                                     |
| Мідь МТ         | 8,9            | 0.01820                             | 390                       | 39                        | 1                      | 0,00393                                     |
| Алюміній АМ     | 2,8            | 0.0295                              | 750                       | 75                        | 15                     | 0,0423                                      |
| Алюміній АТ     | 2,7            | 0.0295                              | 160                       | 16                        | 1.5                    | 0,0423                                      |
| Сталь           | 7,8            | 0.1380                              | 350 … 500                 | 35 … 50                   | 8                      | 0,00455                                     |
| Свинець         | 11,4           | 0.2210                              | 14 … 16                   | 1.4 … 1.6                 | 50                     | 0,00411                                     |

## Позначення кабелів
Для зручності роботи пропонується список позначень різних марок кабелю і проводу.
Єдиної буквено-цифрової системи позначення кабельних виробів не встановлено. Існує технічне позначення матеріалів, з яких складаються елементи виробів, а також їх конструктивних особливостей.

### ПВХ і гумова ізоляція
Скорочення, що застосовуються для позначення силових кабелів з ПВХ (вініловою) та гумовою ізоляцією (за ГОСТ 16442-80, ТУ16.71-277-98, ТУ16.К71-335-2004):
- А — (перша буква) алюмінієва жила, за її відсутності — жила мідна за умовчанням (АСБл; ААБл; АВБВ; АВВГ; АВВТ).
- АС — Алюмінієва жила і свинцева оболонка (АС (провід); ААБл).
- АА — Алюмінієва жила і алюмінієва оболонка (ААШв; ААБл).
- Б — Броня із двох сталевих стрічок з антикорозійним захисним покриттям (АВБбШв; ВБбШв).
- Бн — те ж, але з негорючим захисним покриттям (не підтримує горіння).
- б — Без подушки (АВБбШв; ВБбШв).
- В — (перша (за відсутності А) буква) ПВХ ізоляція (ВВГ; ВБбШв).
- В — (друга (за відсутності А) буква) ПВХ оболонка (ВВГ; ВВГнгд).
- Г — На початку позначення — кабель призначений для гірничих виробок, в кінці позначення — відсутність захисного покриття навколо броні або оболонки («голий») (МГ).
- г — Водозахисні стрічки герметизації металевого екрану (в кінці позначення).
- 2г — Алюмополімерна стрічка навколо герметизованого екрану.
- Шв — Захисне покриття у вигляді запресованого шланга (оболонки) із полівінілхлориду (АВБбШв; ВБбШв).
- Шп — Захисне покриття у вигляді запресованого шланга (оболонки) із поліетилену.
- Шпс — Захисне покриття у вигляді запресованого шланга із самозгасного поліетилену.
- К — Броня із круглих оцинкованих сталевих дротів, навколо яких накладено захисне покриття. Якщо стоїть на початку позначення — контрольний кабель (КВВГ; КВБбШв).
- С — Свинцева оболонка.
- О — Окремі оболонки навколо кожної фази.
- Р — Гумова ізоляція.
- НР — Гумова ізоляція і оболонка із гуми, що не підтримує горіння.
- П — Ізоляція або оболонка із термопластичного поліетилену (ПВС).
- Пс — Ізоляція або оболонка із самозгасного поліетилену (не підтримує горіння).
- Пв — Ізоляція із вулканізованого поліетилену.
- БбГ — Броня із профільованої сталевої стрічки.
- нг — Не підтримує горіння (ВВГнг; СИП-5нг).
- LS — Low Smoke — низьке димо- і газовиділення (АВВГнг-LS-HF; ВВГнг-LS-HF).
- КГ — Кабель гнучкий у гумовій оболонці (КГ).

### Паперова просочена ізоляція
Кабель с ППІ — паперовою просоченою ізоляцією (згідно ГОСТ 18410-73):
- А — (перша буква) алюмінієва жила, при її відсутності — жила мідна за умовчанням (АСБл; ААБл; АВВГ).
- Б — Броня із плоских сталевих стрічок (після символу матеріалу оболонки).
- АБ — Алюмінієва броня (ААБл).
- СБ — (перша або друга (після А) буква) свинцева броня (АСБл).
- С — Матеріал оболонки свинець.
- О — Окремо засвинцована жила.
- П — Броня із пласких сталевих оцинкованих смужок.
- К — Броня із круглих сталевих оцинкованих дротів.
- В — Ізоляція паперова із збідненим просочуванням. Ставиться в кінці позначення через тире.
- б — Без подушки.
- л — До складу подушки входить додатково 1 лавсанова стрічка.
- 2л — До складу подушки входить додатково подвійна лавсанова стрічка.
- Г — Відсутність захисного покриття («голий»).
- н — Негорюче зовнішнє покриття. Ставиться після символу броні.
- Шв — Зовнішнє покриття у вигляді запресованого шлангу (оболонки) із полівінілхлориду.
- Шп — Зовнішнє покриття у вигляді запресованого шлангу (оболонки) із поліетилену.
- Швпг — Зовнішнє покриття у вигляді запресованого шлангу (оболонки) із полівінілхлориду зниженої горючості.
- (ож) — Кабелі з однопроволочними жилами. Ставиться в кінці позначення.
- У — Ізоляція паперова з підвищеною температурою нагрівання. Ставиться в кінці позначення.
- Ц — Паперова ізоляція, просочена неплинною речовиною. Ставиться на початку позначення.

### Контрольний кабель
- А — (перша буква) алюмінієва жила, за її відсутності — жила мідна за умовчуванням.
- В — (друга (за присутності А) буква) ПВХ ізоляція.
- В — (третя (при відсутності А) буква) ПВХ оболонка.
- П — Ізоляція із поліетилену.
- Пс — Ізоляція із самозгасного поліетилену.
- Г — Відсутність захисного покриття («голий»).
- Р — Гумова ізоляція.
- К — (перша або друга (після А) буква) — кабель контрольний (КГЭШв, КВВГ, КВБбШв). Крім КГ — кабель гнучкий.
- Ф — Ізоляція із фторопласту.
- Э — На початку позначення — кабель силовий для особливих гірничих умов, в середині або в кінці позначення — кабель екранований.

### Підвісні проводи дляЛЕП
- А — Алюмінієвий голий провід (А).
- АС — Стале-алюмінієвий голий провід (має у складі одну сталеву жилу для міцності) (АС).
- СІП — Самоутримний Ізольований Провід (має у складі сталевий трос для міцності).
- СІПнг — Самоутримний Ізольований Провід, що не підтримує горіння.

### Силові, установочні проводи та шнури з'єднувальні
Марку провода і шнура записують у вигляді комбінації букв і цифр:
- А — Алюміній, відсутність у марці дроту букви А означає, що струмопровідна жила із міді.
- П (або Ш) — друга буква, означає провід (або шнур).
- Р — Гумова ізоляція.
- В — Ізоляція із полівінілхлориду.
- П — Поліетиленова ізоляція.
- Н — Ізоляція із нейритової гуми.

Кількість жил і переріз вказують наступним чином: ставлять риску; записують число жил; ставлять знак множення; записують переріз жили.
В марках проводів і шнурів можуть бути і інші літери, що означають інші елементи конструкції:
- Д — Дріт подвійний.
- О — Обплетення.
- Т — Для прокладання в трубах.
- П — Плаский з роздільною основою.
- Г — Гнучкий.

### Монтажні проводи
- М — Монтажний провід (ставиться на початку позначення).
- Г — Багатопроволочна жила (відсутність букви вказує на те, що жила суцільна — з одного дроту).
- Ш — Ізоляція із поліамідного шовку.
- Ц — Ізоляція плівкова.
- В — Полівінілхлоридна ізоляція.
- К — Капронова ізоляція.
- Л — Лакований.
- С — Обмотка і обплетення із скловолокна.
- Д — Подвійне обплетення.
- О — Обплетення із поліамідного шовку.
- Э — Екранований.
- МЭ — Емальований.

### Розшифровка деяких особливих позначень
- КСПВ — Кабелі для Систем Передачі у Вініловій оболонці.
- КПСВВ — Кабелі Пожежної Сигналізації, з Вініловою ізоляцією, у Вініловій оболонці.
- КПСВЭВ — Кабелі Пожежної Сигналізації, з Вініловою ізоляцією, з Екраном, у Вініловій оболонці.
- ПНСВ — Провід Нагрівальний, Сталева жила, Вінілова оболонка.
- ПВ-1, ПВ-3 — Провід з Вініловою ізоляцією. 1, 3 — клас гнучкості жили (ПВ-1; ПВ-3).
- ПВС — Провід у Вініловій оболонці З'єднувальний (ПВС).
- ШВВП — Шнур з Вініловою ізоляцією, у Вініловій оболонці, Плаский (ШВВП).
- ПУНП — Провід Універсальний Плаский.
- ПУГНП — Провід Універсальний Плаский Гнучкий.

## Позначення кабелів іноземного виробництва

### Силовий кабель

#### Німецький кабель
- N — означає що кабель виготовлений згідно німецького стандарту VDE (Verband Deutscher Elektrotechniker — Спілка німецьких електротехніків).
- Y — матеріал ізоляції ПВХ (YnKY).
- H — вказує на відсутність в ПВХ ізоляції галогенів (шкідливих органічних з'єднань) (N2XH).
- M — вказує на призначення кабелю — монтажний.
- C — наявність мідного екрану.
- RG — наявність броні.

#### Італійський кабель
FROR — кабель італійського виробництва, має специфічне позначення згідно італійського стандарту CEI UNEL 35011:
- F — corda flessibile — гнучка жила.
- R — polivinilclorudo — PVC — ПВХ ізоляція
- O — anime riunite per cavo rotondo — круглий, не плаский кабель.
- R — polivinilclorudo — PVC — ПВХ оболонка.

### Безгалогеновий вогнестійкий кабель
- N — виготовлений згідно німецького стандарту VDE.
- HX — ізоляція зі зшитої гуми.
- C — мідний екран.
- FE 180 — цілісність ізоляції, за використання кабелю без системи кріплення, під час пожежі зберігається протягом 180 хвилин (FLAME-X 950 (N)HXH FE180/E30).
- E 90 — дієздатність кабелю, у разі пожежі при прокладанні разом з системою кріплення, триває впродовж 90 хвилин (FLAME-X 950 (N)HXH FE180/E90).

### Дроти монтажні
- H — Гармонізований провід (схвалення HAR).
- N — Відповідність національному стандарту.
- 05 — Номінальна напруга 300/500 В.
- 07 — Номінальна напруга 450/750 В.
- V — ПВХ ізоляція.
- K — Гнучка жила для стаціонарного монтажу.

### Кабелі з ізоляцією із зшитого поліетилену
- N — виготовлений згідно з німецьким стандартом VDE
- Y — ПВХ ізоляція (YnKY)
- 2Y — ізоляція із поліетилену
- 2X — ізоляція із зшитого поліетилену
- S — мідний екран
- (F) — поздовжня герметизація
- (FL) — поздовжня і поперечна герметизація
- E — трижильний кабель
- R — броня із круглих сталевих дротів